# Turning Point 2017
Turning Point 2017 è stata la quattordicesima edizione ed è stata inserita nel pay-per-view della serie TNA One Night Only. L'evento si è svolto il 22 aprile 2017 presso la Impact Wrestling Zone di Orlando in Florida ed è stato trasmesso l'11 maggio 2017.

## Risultati
| #  | Match                                                                            | Stipulazioni                                                               | Durata     |
| -- | -------------------------------------------------------------------------------- | -------------------------------------------------------------------------- | ---------- |
| 1  | Mahabali Shera ha sconfitto Marshe Rockett per squalifica                        | Single match                                                               | Dark match |
| 2  | Dezmond Xavier ha sconfitto Idris Abraham                                        | Single match                                                               | Dark match |
| 3  | KM defeats Joe Coleman                                                           | Single match                                                               | Dark match |
| 4  | Veterans of War (Mayweather e Wilcox) hanno sconfitto Mario Bokara e Fallah Bahh | Tag team match                                                             | 10:20      |
| 5  | Laurel Van Ness (con Kongo Kong) ha sconfitto Ava Storie                         | Single match                                                               | 05:17      |
| 6  | Mahabali Shera ha sconfitto Marshe Rockett                                       | Single match                                                               | 04:40      |
| 7  | Matt Morgan ha sconfitto KM (con Sienna)                                         | Single match                                                               | 07:34      |
| 8  | Davey Richards (con Angelina Love) ha sconfitto Suicide                          | Single match                                                               | 14:00      |
| 9  | Rosemary ha sconfitto Sienna (con KM)                                            | Single match                                                               | 06:00      |
| 10 | Eddie Edwards ha sconfitto Eli Drake                                             | Single match                                                               | 12:25      |
| 11 | Lashley (c) ha sconfitto Moose                                                   | Single match per il titolo Impact Wrestling World Heavyweight Championship | 20:11      |
|    | (c) = campione in carica al momento dell'inizio del match                        |                                                                            |            |